# Никола Чолаков
Никола Ангелов Чолаков, с псевдоним Стефан, е участник в комунистическото партизанско движение по време на Втората световна война, партизанин от Баташката партизанска чета и Родопски партизански отряд „Антон Иванов“.

## Биография
Роден е на 20 октомври 1905 година в с. Батак. Работи като горски и фабричен работник. Един от основателите на БРП(к) в Батак (1928). Член на ръководството и дългогодишен неин секретар. За политическа дейност е многократно арестуван и инквизиран в полицейските участъци в Батак, Пещера и Пловдив.
Участва в комунистическото движение по време на Втората световна война. На 2 септември 1941 година след освобождаването на Тодор Коларов и станалата престрелка с полицията преминава в нелегалност. С брат си Георги и братя Ангел и Илия Чаушеви създават първата Баташка партизанска чета. Приема партизанско име Стефан. В продължение на близо 3 години е партизанин и един от ръководителите на партизанското движение в Баташкия балкан. Участва във всички акции на партизаните. Създава яташка мрежа в Батак и други селища за подпомагане на партизаните и снабдяването им с храна, медикаменти и оръжие. Поддържа непосредствени връзки с организациите на БРП (к) и РМС в Батак. Член на щаба на отряда „Антон Иванов“ и отговаря за снабдяването на отряда. Един от авторитетните партизани.
Никола Чолаков загива на 1 март 1944 г. в сражения с войскова част и полицейски подразделения в местността „Сухото дере“ край Кричим.